# Franz Huth (Widerstandskämpfer)
Franz Huth (geboren 24. Juni 1906 in Strasburg (Uckermark); gestorben 22. März 1933 in Berlin) war ein deutscher Widerstandskämpfer der KPD. 

## Leben
Huth entstammte einer politisch aktiven Familie. Er war Leiter der Parteischule der KPD in Röntgental und Funktionär der Roten Jungfront, der Jugendorganisation des paramilitärischen Roten Frontkämpferbunds der KPD. Anfang 1933 wurde er Kampfverbandleiter der KPD.
Huth lebte in der Rykestraße 3 in Berlin-Prenzlauer Berg. Am 22. März 1933 wurde er verhaftet. Die SA kam zunächst in die Wohnung seiner Mutter, wo sie seinen Bruder Fritz Huth verhafteten. Er selbst wurde bei seiner Schwester Johanna Frisch in der Rykestraße 21 verhaftet. Im SA-Quartier in der Hedemannstraße in Berlin-Kreuzberg wurde er am gleichen Tag ermordet. Da sein Bruder Fritz Huth den Aufenthaltsort seines Bruders nicht verraten wollte, wurde er so schwer misshandelt, dass er, obwohl er freigelassen wurde, wenige Tage später ebenfalls verstarb. Vor seinem eigenen Tod musste Fritz Huth noch mit ansehen, wie die SA seinen Bruder totprügelte. Fritz Huth ist ebenfalls in der KPD und im Widerstand gegen den Nationalsozialismus aktiv gewesen.

## Gedenken

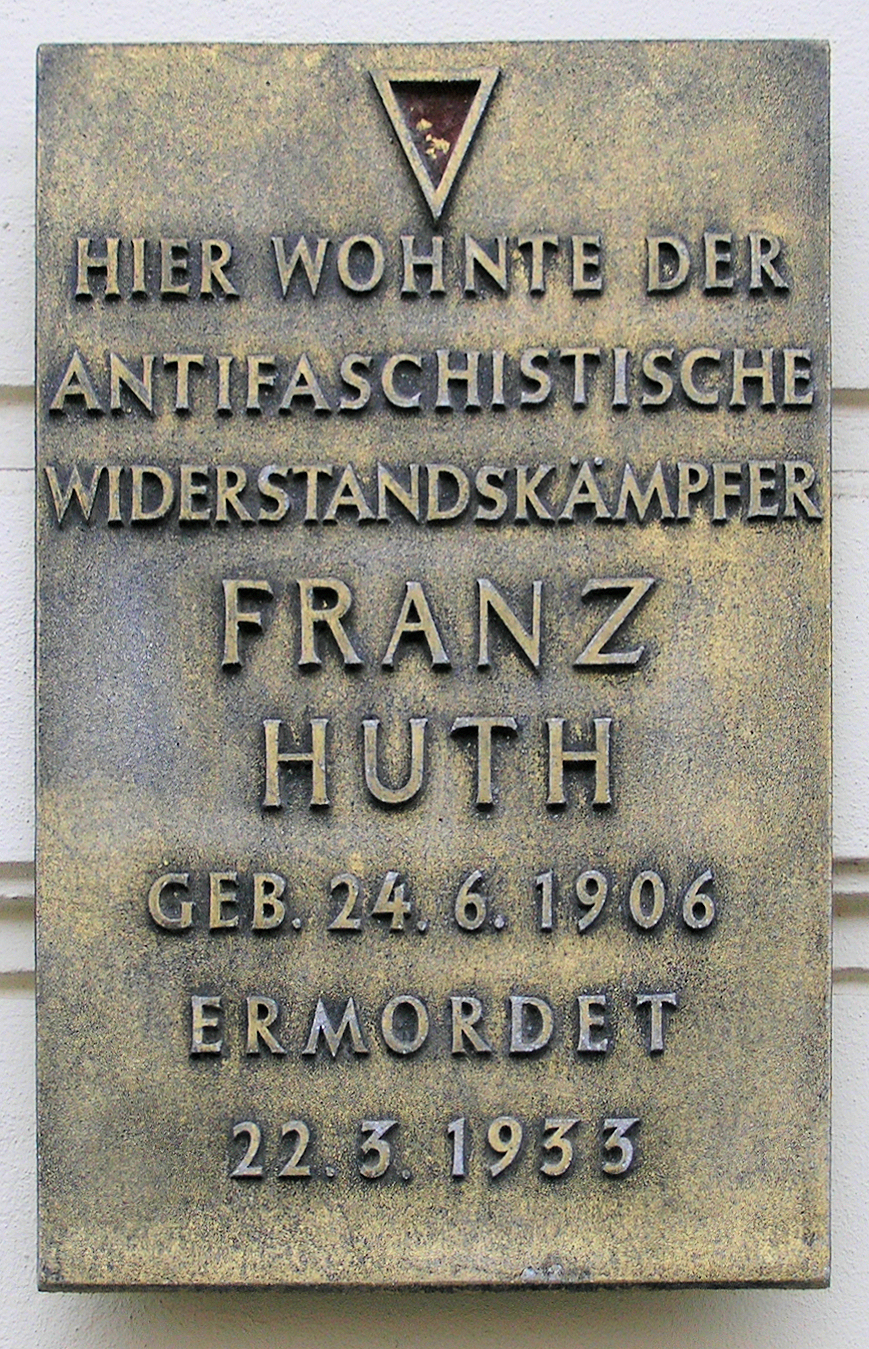
Gedenktafel in der Rykestraße 3

Für Huth hatte die VVN im Jahr 1957 an seinem Wohnhaus eine Gedenktafel anbringen lassen. Diese wurde 1977 restauriert. Nach dem Mauerfall 1989 wurde sie entfernt, aber später, nach der deutschen Wiedervereinigung kam eine neu gestaltete Tafel an das Haus, wenn auch mit einem veränderten Text (siehe Bild).
Auf der Vorgängertafel aus Sandstein war zu lesen: 
Hier wohnte
der antifaschistische
Widerstandskämpfer
Franz Huth
geb. am 24.6.1906
Als Funktionär der
KPD wurde er
am 22. März 1933
von der SA ermordet
Die jetzige Tafel trägt unter dem Dreieckssymbol der Verfolgten des Naziregimes die Inschrift: 
Hier wohnte der
antifaschistische
Widerstandskämpfer
Franz Huth
geb. 24.6.1906
ermordet
22.3.1933